# Данута Шафлярска
Зо̀фия Дану̀та Шафля̀рска (на полски: Zofia Danuta Szaflarska) е полска театрална и филмова актриса. Смятана за първата звезда на полското следвоенно кино. Носителка на Голям кръст на Ордена на Възраждане на Полша.

## Биография
Данута Шафлярска е родена на 6 февруари 1915 година в село Косажиска (днес част от град Пивнична-Здруй), Австро-Унгария, в семейство на учители. През 1939 година завършва Държавния институт за театрално изкуство във Варшава. В периода 1939 – 1941 година играе на сцена в Театъра на Похулянце във Вилно. Сключва брак с пианиста Ян Екер. По време на Втората световна война живее със семейството си във Варшава. Участва във Варшавското въстание като куриер. След войната играе последователно в Стария театър в Краков (1945 – 1946), Камерния театър при военния дом в Лодз (1946 – 1949), Съвременния театър във Варшава (1949 – 1954), Националния театър (1954 – 1966), Драматичния театър в столицата (1966 – 1985).
За киното е открита от режисьора Леонард Бучковски, който и поверява главна роля във филма „Забранените песни“ (на полски: Zakazanych piosenek, 1946).